# WTA Finals 2024
Las Finales de la WTA de 2024 fue un torneo femenino de tenis. Fue la 53.ª edición de la competición en individuales y la 48.ª edición de la competición en dobles. Participaron las ocho mejores jugadoras de la temporada en el cuadro de individuales y las ocho mejores parejas en el cuadro de dobles.
La tenista norteamericana Coco Gauff, con 20 años, se convirtió en la segunda tenista femenina mas joven en ganar el torneo, tras la rusa Maria Sharapova, quien lo hiciera con 17 años en el 2004 y la tercera tenista afroamericana tras Venus Williams en el 2008 y Serena Williams en alcanzar el trofeo, tras casi 1 década en gestarlo.

## Torneo

### Formato
El evento contaró con las ocho mejores jugadoras en individuales el evento consiste en un todos contra todos, divididos en dos grupos de cuatro. Durante los primeros cuatro días de competición, cada jugadora se enfrenta con las otras tres jugadoras en su grupo, las dos primeras de cada grupo avanzan a las semifinales. La jugadora que se haya clasificado la primera en su grupo se enfrenta con la jugadora que se clasifique de segunda en el otro grupo, y viceversa. Las ganadoras de cada semifinal se enfrentan en la final por el campeonato.

#### Desempate en el round-robin
Las posiciones finales en cada grupo, desde la primera hasta la última, quedarán establecidas sobre la base de la siguiente jerarquía de reglas:
1. Mayor número de victorias.
2. Mayor número de partidos jugados.
3. Si 2 jugadoras están empatadas, quedará por delante la vencedora del encuentro disputado entre ambas.
4. Si 3 jugadoras están empatadas:

a) Mayor número de partidos jugados.
b) Mayor porcentaje de sets ganados.
c) Mayor porcentaje de juegos ganados.
Si en aplicación de uno de esos 3 criterios (a, b, c) una de las jugadoras desempatase, se volvería al punto 3 para deshacer el empate entre las 2 restantes.

## Carrera al campeonato

### Individuales
Ranking actualizado a 28 de octubre de 2024.
     Clasificadas.
     Suplente 1.ª que decidió no participar.
| AUS           | FRA                | WIM     | USO     | CAT     | DUB     | IW      | MIA    | MAD     | ROM     | CAN     | CIN     | PEK     | WUH     | 1       | 2      | 3      | 4      | 5      | 6      |        |        |      |    |   |
| 1             | Aryna Sabalenka    | G 2000  | CF 430  | A 0     | G 2000  | A 0     | R32 10 | R16 120 | R32 65  | F 650   | F 650   | CF 215  | G 1000  | R16 120 | G 1000 | F 325  | SF 195 | CF 108 | R16 1  |        |        | 9091 | 16 | 4 |
| 2             | Iga Świątek        | R32 130 | G 2000  | R32 130 | CF 430  | G 1000  | SF 390 | G 1000  | R16 120 | G 1000  | G 1000  | A 0     | SF 390  | A 0     | A 0    | F 500  | SF 195 |        |        |        |        | 8285 | 13 | 5 |
| 3             | Coco Gauff         | SF 780  | SF 780  | R16 240 | R16 240 | R32 10  | CF 215 | SF 390  | R16 120 | R16 120 | SF 390  | R16 120 | R32 10  | G 1000  | SF 390 | G 250  | SF 195 | CF 108 |        |        |        | 5358 | 17 | 2 |
| 4             | Jasmine Paolini    | R16 240 | F 1300  | F 1300  | R16 240 | R64 10  | G 1000 | R16 120 | R32 65  | R16 120 | R64 10  | A 0     | R16 120 | R32 65  | CF 215 | SF 195 | CF 108 | RR 35  | R32 1  | R32 1  |        | 5145 | 17 | 1 |
| 5             | Elena Rybakina     | R64 70  | CF 430  | SF 780  | R64 70  | F 650   | CF 215 | A 0     | F 650   | SF 390  | A 0     | A 0     | R32 10  | A 0     | A 0    | G 500  | G 500  | G 500  | CF 108 | CF 108 |        | 4981 | 14 | 3 |
| 6             | Jessica Pegula     | R64 70  | A 0     | R64 70  | F 1300  | A 0     | A 0    | R64 10  | CF 215  | A 0     | A 0     | G 1000  | F 650   | R16 120 | 16 120 | G 500  | SF 195 | SF 195 | R16 30 | R16 1  |        | 4706 | 14 | 2 |
| 7             | Qinwen Zheng       | F 1300  | R32 130 | R128 10 | CF 430  | R16 120 | CF 215 | R64 10  | R32 65  | R64 10  | CF 215  | A 0     | R16 120 | SF 390  | F 650  | G 500  | G 250  | CF 75  | R16 60 | R16 60 | R16 1  | 4540 | 18 | 2 |
| 8             | Barbora Krejčíková | CF 430  | R128 10 | G 2000  | R64 70  | A 0     | A 0    | A 0     | A 0     | R64 10  | R16 120 | A 0     | A 0     | R64 10  | R32 10 | CF 108 | CF 108 | CF 54  | R32 1  | R32 1  | R32 1  | 2814 | 14 | 1 |
| ↓ Suplentes ↓ |                    |         |         |         |         |         |        |         |         |         |         |         |         |         |        |        |        |        |        |        |        |      |    |   |
| -             | Emma Navarro       | R32 130 | R16 240 | CF 430  | SF 780  | R16 120 | R32 65 | CF 215  | R16 120 | R32 65  | R64 10  | SF 390  | R64 10  | R64 10  | R32 10 | G 250  | SF 195 | SF 195 | SF 195 | SF 98  | R16 60 | 3568 | 21 | 1 |
| 9             | Daria Kasatkina    | R64 70  | R64 70  | R32 130 | R64 70  | R64 10  | R64 10 | R16 120 | R32 65  | R16 120 | R32 65  | R32 10  | R32 65  | R32 65  | R32 65 | G 500  | G 500  | F 325  | F 325  | F 325  | F 325  | 3368 | 21 | 2 |
| 10            | Danielle Collins   | R64 70  | R64 70  | R16 240 | R128 10 | CF 245  | A 0    | R64 35  | G 1000  | R16 120 | SF 39   | A 0     | A 0     | A 0     | A 0    | G 500  | F 325  | R16 85 | CF 45  | R32 32 | R32 1  | 3179 | 16 | 2 |

- Krejčíková se clasificó por ser una de las campeonas de Grand Slam de este año, siempre que a 28 de octubre de 2024 estuviera entre las 20 mejores del ranking WTA.

### Dobles
Ranking actualizado a 28 de octubre de 2024.
     Clasificadas.
| Rank.         | Equipo                              | Puntos | Puntos | Puntos | Puntos | Puntos  | Puntos  | Puntos  | Puntos  | Puntos  | Puntos  | Puntos  | Puntos  | Puntos totales | Torneos | Título |
| Rank.         | Equipo                              | 1      | 2      | 3      | 4      | 5       | 6       | 7       | 8       | 9       | 10      | 11      | 12      | Puntos totales | Torneos | Título |
| ------------- | ----------------------------------- | ------ | ------ | ------ | ------ | ------- | ------- | ------- | ------- | ------- | ------- | ------- | ------- | -------------- | ------- | ------ |
| 1             | Lyudmyla Kichenok Jeļena Ostapenko  | G 2000 | F 1300 | G 500  | G 500  | CF 430  | CF 215  | CF 215  | CF 215  | CF 215  | R32 130 | R16 120 | SF 108  | 5958           | 15      | 3      |
| 2             | Gabriela Dabrowski Erin Routliffe   | F 1300 | SF 780 | F 650  | F 650  | CF 430  | SF 390  | F 325   | G 250   | CF 215  | SF 195  | R16 120 | R16 120 | 5523           | 15      | 1      |
| 3             | Su-wei Hsieh Elise Mertens          | G 2000 | G 1000 | SF 780 | SF 390 | CF 215  | CF 215  | G 250   | R32 130 | R16 120 | R64 10  | R16 10  | R16 10  | 5131           | 13      | 3      |
| 4             | Sara Errani Jasmine Paolini         | F 1300 | G 1000 | G 1000 | G 500  | SF 390  | R16 240 | R16 240 | CF 215  | R32 130 | R32 10  | R32 10  | R16 10  | 5045           | 14      | 2      |
| 5             | Caroline Dolehide Desirae Krawczyk  | G 1000 | SF 780 | SF 780 | F 650  | CF 430  | CF 215  | R32 130 | R16 120 | R16 120 | CF 108  | R32 10  | R32 10  | 4373           | 16      | 1      |
| 6             | Nicole Melichar Ellen Perez         | F 650  | G 500  | G 500  | CF 430 | SF 390  | F 325   | F 325   | R16 240 | CF 215  | SF 195  | SF 195  | R32 130 | 4128           | 20      | 2      |
| 7             | Chan Hao-ching Veronika Kudermetova | F 650  | G 500  | CF 430 | F 325  | F 325   | R16 240 | R16 240 | CF 215  | SF 195  | R16 120 | R16 120 | CF 108  | 3818           | 12      | 1      |
| 8             | Kateřina Siniaková Taylor Townsend  | G 2000 | SF 480 | CF 215 | CF 215 | CF 108  | R32 10  | R16 1   |         |         |         |         |         | 3268           | 6       | 1      |
| ↓ Suplentes ↓ |                                     |        |        |        |        |         |         |         |         |         |         |         |         |                |         |        |
| 9             | Sofia Kenin Bethanie Mattek-Sands   | G 1000 | G 500  | SF 390 | SF 390 | R16 240 | R16 240 | R16 240 | SF 195  | R16 120 | R16 120 | R32 10  | R32 10  | 3355           | 12      | 2      |
| 10            | Demi Schuurs Luisa Stefani          | G 1000 | CF 430 | CF 430 | CF 215 | CF 215  | SF 195  | SF 195  | R16 120 | R64 10  | R32 10  | R32 10  | R32 10  | 2850           | 16      | 1      |

- Siniaková / Townsend se clasificaron por ser una de las parejas campeonas de Grand Slam de este año, siempre que a 28 de octubre de 2024 estuvieran entre las 20 mejores del ranking WTA.

## Finales

### Individuales
| Fecha      | Partido        | Partido | Partido          | Resultado          |
| ---------- | -------------- | ------- | ---------------- | ------------------ |
| 09.11.2024 | Coco Gauff [3] | 2-1     | Qinwen Zheng [7] | 3-6, 6-4, 7-6(7-2) |

### Dobles
| Fecha      | Partido                                | Partido | Partido                               | Resultado |
| ---------- | -------------------------------------- | ------- | ------------------------------------- | --------- |
| 09.11.2024 | Kateřina Siniaková Taylor Townsend [8] | 0-2     | Gabriela Dabrowski Erin Routliffe [2] | 5-7, 3-6  |